# Culoptila tarascanica
Culoptila tarascanica är en nattsländeart som beskrevs av Oliver S. Flint Jr. 1974. Culoptila tarascanica ingår i släktet Culoptila och familjen stenhusnattsländor. Inga underarter finns listade i Catalogue of Life.